# Защитена територия
Защитената територия е място, което получава защита поради общопризната природна, екологична и / или културна значимост. Защитените територии в България се обявяват по реда на Закона за защитените територии.

## Категории защитени територии по класификацията на Международния съюз за защита на природата
Съгласно класификацията на Международния съюз за защита на природата (IUCN) чрез своята Световната комисия за защитените територии , е класифицирал всички защитени категории в шест категории съобразно целите на тяхното управление:
- Категория Ia – Строг природен резерват
- Категория Ib – Територия за дива природа
- Категория II – Национален парк
- Категория III – Природна забележителност
- Категория IV – Територия за управление на видове или местообитания
- Категория V – Защитен ландшафт
- Категория VI – Защитена територия за устойчивото използване на природните ресурси

## Категории защитени територии по българското законодателство
В България съгласно Закона за защитените територии има 6 вида защитени територии – резерват, национален парк, природна забележителност, поддържан резерват, природен парк и защитена местност.
Националните паркове и природните резервати, са изключителна държавна собственост. Обявяването на всички останали защитени територии не променя собствеността на горите, земите и водните площи в тях. Собствеността на държавата, и на общините върху горите, земите и водните площи, включени в защитените територии е публична. Собствениците и ползвателите на гори, земи и водни площи в защитените територии са длъжни да спазват режимите им, които са установени със Закона за защитените територии, заповедите за обявяването и/или плана за управлението им.

### Резервати
За резервати (отговарят на категория Ia на IUCN) се обявяват образци от естествени екосистеми, включващи характерни и/или забележителни диви растителни и животински видове и местообитанията им. Резерватите се управляват с цел запазване на естествения им характер, научна и образователна дейност и/или екологичен мониторинг, опазване на генетичните ресурси, запазване на естествени местообитания и на популациите на защитени редки, ендемитни и реликтни видове, развитие на мрежа от представителни за България и Европа екосистеми и застрашени местообитания. В резерватите са забранени всякакви човешки дейности освен тяхната охрана, посещения с научна цел, преминаването на хора по маркирани пътеки, потушаване на пожари и санитарни мероприятия в горите, увредени вследствие на природни бедствия и каламитети.

### Поддържани резервати
За поддържани резервати (отговарят на категория IV на IUCN) се обявяват екосистеми, включващи редки и/или застрашени диви растителни и животински видове и местообитанията им. Поддържаните резервати се управляват с цел поддържане на природния им характер, научни и образователни цели и/или екологичен мониторинг, възстановяване на популации на растителни и животински видове и/или условия на местообитанията им и опазване на генетичните ресурси. В поддържаните резервати се забраняват всякакви дейности, с изключение на тяхната охрана, посещения с научна цел, преминаването на хора по маркирани пътеки, провеждане на поддържащи, направляващи, регулиращи или възстановителни мерки.

### Национални паркове
За национални паркове (отговарят на категория II на IUCN) се обявяват територии, в чиито граници не попадат населени места и селищни образувания и които включват естествени екосистеми с голямо разнообразие на растителни и животински видове и местообитания, с характерни и забележителни ландшафти и обекти на неживата природа. Националните паркове се управляват с цел поддържане разнообразието на екосистемите и защита на дивата природа, опазване и поддържане на биологичното разнообразие в екосистемите, предоставяне на възможности за развитие на научни, образователни и рекреационни дейности, създаване на предпоставки за развитието на туризъм и екологосъобразен поминък на населението. В националните паркове се обособяват следните зони:
- резервати и поддържани резервати;
- туристическа зона; зони на хижите, административните центрове за управление и поддръжка на парковете и спортните съоръжения;
- други зони съобразно конкретните условия в парковете.[2]

В националните паркове се забраняват:
- строителство, освен на туристически заслони и хижи, водохващания за питейни нужди, пречиствателни съоръжения, сгради и съоръжения за нуждите на управлението на парка и обслужването на посетителите, подземни комуникации, ремонт на съществуващите сгради, пътища, спортни и други съоръжения;
- производствени дейности, с изключение на поддържащи и възстановителни дейности в горите, земите и водните площи;
- извеждане на голи сечи;
- използване на изкуствени торове и други химически средства;
- внасяне на неприсъщи за района растителни и животински видове;
- паша на кози, както и пашата в горите извън ливадите и пасищата;
- събиране на билки, диворастящи плодове и други растения и животни на определени места;
- събиране на вкаменелости и минерали, увреждане на скални образувания;
- нарушаване на естественото състояние на водни площи, водни течения, техните брегове и прилежащи територии;
- дивечоразвъдна дейност и ловуването, освен при регулиране на числеността на животинските видове;
- спортен риболов и риборазвъждане на определени места;
- замърсяване на водите и терените с битови, промишлени и други отпадъци;
- бивакуване и палене на огън извън определените места;
- намеса в биологичното разнообразие;
- други дейности, определени със заповедта за обявяване на защитената територия и плана за управление.[2]

### Природни паркове
За природни паркове (отговарят на категория V на IUCN) се обявяват територии, включващи разнообразни екосистеми с многообразие на растителни и животински видове и на техните местообитания, с характерни и забележителни ландшафти и обекти на неживата природа. Природните паркове се управляват с цел:
- поддържане на разнообразието на екосистемите и опазване на биологичното разнообразие в тях;
- предоставяне на възможности за развитие на научни, образователни и рекреационни дейности;
- устойчиво ползване на възобновимите природни ресурси при запазване на традиционни форми на поминък, както и осигуряване на условия за развитие на туризъм.[2]

В границите на природните паркове може да има населени места, селищни образувания и курорти, както и да се осъществяват производства и дейности, които не замърсяват околната среда. Защитените територии от други категории, попадащи в границите на природните паркове, запазват режимите си, определени със заповедта за обявяването им. В природните паркове се забраняват:
- извеждане на голи сечи във високостеблени гори, с изключение на тополовите, а в издънкови гори – с площ по-голяма от 3 хектара;
- внасяне на неприсъщи за района растителни и животински видове;
- паша на кози освен на определени за това места;
- събиране на вкаменелости и минерали, увреждане на скални образувания;
- замърсяване на водите и терените с битови, промишлени и други отпадъци;
- бивакуване и палене на огън извън определените места;
- добив на полезни изкопаеми по открит способ;
- добив и първична преработка (обогатяване) на метални полезни изкопаеми чрез прилагане на химически и химико-бактериологични методи и цианиди;
- дейности и строителство, които не са разрешени със заповедта за обявяване на парка, плана за управление на парка и устройствените и технически планове и проекти;
- събиране на редки, ендемитни, реликтни и защитени видове, освен за научни цели;
- добив на ресурси от морето чрез драгиране и тралиране;
- други дейности, определени със заповедта за обявяване на защитената територия и с плана за управление.[2]

### Природни забележителности
За природни забележителности (отговарят на категория III на IUCN) се обявяват характерни или забележителни обекти на неживата природа, като скални форми, скални разкрития с научна стойност, земни пирамиди, пещери, понори, водопади, находища на вкаменелости и минерали, пясъчни дюни и други, които са с изключителна стойност поради присъщата им рядкост, представителност, естетичност или които имат значение за науката и културата. Природните забележителности се управляват с цел запазване на техните естествени особености. В природните забележителности се забраняват дейности, които могат да нарушат тяхното естествено състояние или да намалят естетическата им стойност. Мерки за опазване, укрепване и възстановяване на природните забележителности се допускат с разрешение на Министерството на околната среда и водите съгласувано със собствениците на природните забележителности и други заинтересовани институции.

### Защитени местности
За защитени местности (отговарят на категория VI на IUCN) се обявяват:
- територии с характерни или забележителни ландшафти, включително такива, които са резултат на хармонично съжителство на човека и природата;
- местообитания на застрашени, редки или уязвими растителни и животински видове и съобщества.[2]

Защитените местности се управляват с цел запазване на компонентите на ландшафта, опазване, поддържане или възстановяване на условия в местообитанията, отговарящи на екологичните изисквания на видовете и съобществата – обект на защита, предоставяне на възможности за научни изследвания, образователна дейност и екологичен мониторинг, предоставяне на възможности за туризъм и за духовно обогатяване. В защитените местности се забраняват дейности, противоречащи на изискванията за опазване на конкретните обекти, предмет на защита.

## Защитените територии по света
Има над 161 000 защитени зони в света към октомври 2010 г., което представлява между 10 и 15 на сто от сухоземната повърхност на земята, и все повече се добавят ежедневно. От друга страна едва 1,17 % от световните океани са включени в 6800-те защитени морски зони в света.